# الهدية (فلم 2015)
الهدية (بالإنجليزية: The Gift) هو فيلم دراما تم إنتاجه في الولايات المتحدة وصدر في سنة 2015. الفيلم من إخراج جويل إجيرتون وكتابة جويل إجيرتون. من بطولة جيسون بيتمان وريبيكا هول وجويل إجيرتون وتيم غريفين وديفيد دينمان. صدر الفيلم في 7 أغسطس 2015.

## القصة
زوجين يعيشان حياة شبه مثالية يقرران الانتقال إلى ولاية أخرى بعد أن عثر الزوج على عمل جديد هناك.
يلتقي الزوج بعد ذلك بصديق له قديم يتردد على زيارتهما بعد ذلك ويجلب معه العديد من الهدايا، ولكن الزوج لا يشعر بالارتياح من هذا الصديق خصوصاً حينما يتذكر كيف كان وهما في المدرسة الثانوية.

## الممثلون والشخصيات
- جيسون بيتمان (بدور: سيمون)
- ريبيكا هول (بدور: روبين)
- جويل إجيرتون (بدور: جوردو)
- تيم غريفين (بدور: كيفين كيلور)
- ديفيد دينمان (بدور: كريج)
- أليسون تولمان (بدور: لوسي)
- بي جاي بيرن (بدور: داني ماكدونالد)

## الميزانية والإيرادات
بلغت تكلفة إنتاج الفيلم حوالي 5 ملايين دولار بينما حقق أرباحا تقدر بـ 59 مليون دولار أمريكي.

## وصلات خارجية
- مقالات تستعمل روابط فنية بلا صلة مع ويكي بيانات